# Fort-de-la-Martinière
Le Fort-de-la-Martinière est un fort situé au Canada.
Le Fort-de-la-Martinière est situé sur la rive sud du fleuve Saint-Laurent, dans la province de Québec. Sa mission était de protéger le fleuve et d'assurer la défense de la ville de Québec, de la ville de Lévis, ainsi que de l'important chantier naval A.C. Davie.
Sa construction commença en 1907, afin de défendre la Pointe-de-la-Martinière lors de la Première Guerre mondiale. Le Fort-de-la-Martinière est situé le long du Saint-Laurent, face à l'Île d'Orléans. Son rôle était de contrôler le trafic naval et d'empêcher les possibles invasions ennemies via le Saint-Laurent.
Une deuxième partie du fort fut également construite en bas de la colline, en 1910. Les deux parties furent nommées Upper Martinière and Lower Martinière, afin de différencier les deux installations.
Le Fort fut abandonné en 1918 après la Première Guerre Mondiale. Il y eut des travaux de remise en état à l'aube de la Seconde Guerre Mondiale (à l'été 1939).Le 6e Régiment d'Artillerie de Campagne de Lévis y fut déployé. La 59e Batterie de ce Régiment sous le commandement du major Charles Laflamme fut mobilisée le 27 août 1939 pour voir à la défense du Port de Québec.
Deux canons de 7.5 pouces étaient situés en haut de la colline et des canons antiaériens de 3.7 pouces occupaient la partie au bas de la colline.Le feu de ces canons était dirigé depuis Saint-Jean ,île d'Orléans qui était en communication sans fil et téléphonique avec les Forts-de-la-Martinière.
Pour plus de details consulter le livre de Jacques Castonguay "C'était la guerre à Québec 1939-1945" publié par Art Global en 2003  (ISBN 2-920718-88-6).
Une partie du site du fort est aujourd'hui aménagée en camping. Le site fait partie du parc de la pointe De La Martinière, un projet d'aménagement décennal d'un espace naturel, agricole et culturel de 1,2 km2 de la ville de Lévis.